# 太田健 (作曲家)
太田 健（おおた たけし、1970年 - ）は、宝塚歌劇団に所属する作曲家・編曲家。

## 略歴
1970年、大阪府に生まれる。4歳からピアノを学ぶ。その後、指揮や編曲を経験する。
音楽教師を目指して、京都教育大学教育学部音楽科に入学。卒業後、作曲家を志望し、京都市立芸術大学大学院音楽研究科作曲専攻に進学。藤島昌壽、前田守一らに師事する。修士号を取得。
1995年、米国・テネシー州で開催されたスワニー音楽祭に参加し、最優秀賞を受賞。
1996年、奨学金を受け、米国・ニューヨーク州にあるマネス音楽大学大学院専攻科に入学。デイヴィッド・ローブ、ロバート・クックソン、カール・シャクターらに師事する。修士号、プロフェッショナル・スタディーズ・ディプロマを取得。在学中、マネス音楽大学学長賞、フェリックス・サルツァー音楽技術賞を受賞。
2002年2月、宝塚歌劇団に入団。高橋城に師事し、音楽助手として活動を始める。
2004年1月、花組公演『天使の季節』で作曲家デビュー。全編の作曲を手掛けた。
『太王四神記』『カサブランカ』『オーシャンズ11』など、小池修一郎の演出する一本立て作品で音楽を担当するほか、『NEVER SAY GOODBYE』『スカーレット・ピンパーネル』『MITSUKO ～愛は国境を越えて～』など、フランク・ワイルドホーンが音楽を担当した作品で音楽監督を務める。
2014年、SMAPの21枚目のアルバム『Mr.S』に「Theme of Mr.S」を提供。

## 主な作品

### 宝塚歌劇団での作品

#### 大劇場作品
- 『天使の季節』（花組・2004年）
- 『アデュー・マルセイユ』（花組・2008年）
- 『太王四神記』（花組・2009年、星組・2009年）
- 『ロシアン・ブルー -魔女への鉄槌-』（雪組・2009年）
- 『カサブランカ』（宙組・2009年）
- 『Heat on Beat!』（月組・2009年）
- 『BOLERO』（星組・2010年）
- 『ONE - 私が愛したものは… -』（月組・2011年）
- 『オーシャンズ11』（星組・2011年、花組・2013年）
- 『ルナロッサ』（宙組・2011年）
- 『CANON』（花組・2012年）
- 『華やかなりし日々』（宙組・2012年）
- 『クライマックス -Cry-Max-』（宙組・2012年）
- 『エドワード8世 -王冠を賭けた恋-』（月組・2012年）
- 『銀河英雄伝説@TAKARAZUKA』（宙組・2012年）
- 『Celebrity』（星組・2012年）
- 『Mr. Swing!』（花組・2013年）
- 『ラスト・タイクーン -ハリウッドの帝王、不滅の愛-』（花組・2014年）
- 『The Lost Glory -美しき幻影-』（星組・2014年）
- 『Shakespeare 〜空に満つるは、尽きせぬ言の葉〜』（宙組・2016年）
- 『るろうに剣心』（雪組・2016年）
- 『NOBUNAGA〈信長〉-下天の夢-』（月組・2016年）
- 『All for One 〜ダルタニアンと太陽王〜』（月組・2017年）
- 『クラシカル ビジュー』（宙組・2017年）
- 『ポーの一族』（花組・2018年）
- 『ONECE UPON A TIME IN AMERICA』（雪組・2020年）
- 『ディミトリ-曙光に散る、紫の花-』（星組・2022年）

#### 大劇場作品以外
- 『DAYTIME HUSLER』（雪組・2005年）
- 『フェット・アンペリアル』（星組・2006年）
- 『A／L -怪盗ルパンの青春-』（宙組・2007年）
- 『NEVER SLEEP』（宙組・2007年）
- 『Hallelujah（ハレルヤ） GO! GO!』（星組・2008年）
- 『コインブラ物語』（星組・2009年）
- 『BUND／NEON上海』（花組・2010年）
- 『ランスロット』（星組・2011年）[3]
- 『インフィニティ -限りなき世界-』（雪組・2011年）
- 『ロバート・キャパ 魂の記録』（宙組・2012年、宙組・2014年）
- 『春の雪』（月組・2012年）
- 『春雷』（雪組・2013年）
- 『the WILD Meets the WILD -W.M.W.-』（宙組・2013年）
- 『ノクターン -遠い夏の日の記憶-』（花組・2014年）
- 『アイラブアインシュタイン』（花組・2016年）
- 『義経妖狐夢幻桜』（雪組・2018年）

#### ディナーショー・コンサート
- 汐美真帆ディナーショー『Good Bye,Good Guy,Good Fellow』（2004年）
- 陽月華ミュージックサロン『STAY GOLD』（2007年）
- 愛音羽麗ディナーショー『PRISM』（2008年）
- 霧矢大夢ディナーショー『K COLLECTION』（2009年）
- 蘭寿とむディナーショー『MUGEN!』（2011年）

### 舞台
- 『オーシャンズ11』（2014年6月）

### テーマパーク
- 『ハローキティのくるみ割り人形』（2006年）
- 『ハローキティのオズの魔法使い』（2009年）
- 『不思議の国のハローキティ』（2014年）

### アルバム
- 「Theme of Mr.S」（SMAP『Mr.S』に収録、2014年9月3日発売）